# 3314 Beals
3314 Beals è un asteroide della fascia principale. Scoperto nel 1981, presenta un'orbita caratterizzata da un semiasse maggiore pari a 2,2180289 UA e da un'eccentricità di 0,0453607, inclinata di 7,40932° rispetto all'eclittica.